# Domus d'Olivet
La domus d'Olivet o Casal d'Olivet és una antiga casa senyorial fortificada, avui en ruïnes, situada al bosc de Can Marquès, sobre el torrent de Can Canyelles, al municipi de Canovelles, Vallès Oriental, just al límit amb el terme municipal de Lliçà d'Amunt, declarat bé cultural d'interès nacional.
Les primeres referències d'aquesta domus daten del 1072. La casa va pertànyer a la familia Riudeperes, senyors feudals amb una segona residència a Canovelles, i estava localitzada al creuament de camins que portaven d'Iluro (actual Mataró) a Aquae Calidae (actual Caldes de Montbuí), i d'aquesta fins a Bigues i Riells del Fai.
La casa constava d'una torre circular i estava probablement constituïda per dues o tres plantes. La planta baixa, l'única que es conserva en l'actualitat, no tenia cap obertura a l'exterior, pel que probablement s'hi accedia a través de la primera planta. A pesar de no ser una residència fixa, les terres de la casa eren explotades per jornalers o masovers. Els últims indicis d'ocupació sembla que van ser al segle xv, quan a causa d'un incendi la domus va ser abandonada.
Entre les restes arqueològiques trobades a la domus destaquen tot d'indumentària pròpia d'un cavaller armat (cota de malla, armadura de ferro, llances i guarniments de luxe per al cavall), així com armes de defensa, decoració domèstica de ceràmica i diverses joies, que constituïen un símbol de prestigi i distinció social de la noblesa. En l'actualitat, aquestes troballes es poden veure al Museu de Granollers.